# CBCクリエイション
株式会社CBCクリエイション（シービーシークリエイション、英: CBC Creation, Ltd.）は、愛知県名古屋市中区に本社を置く制作プロダクションである。

## 概要
中部日本放送の100%子会社でテレビ番組、映画、ビデオ、ハイビジョン、写真、楽曲、印刷、出版、デジタルコンテンツの企画・制作や情報提供サービス、イベントの企画・制作・運営、広告代理業務等を行っている。
かつてはCBCラジオのレポートドライバーがここに嘱託扱いで所属していたが、2011年9月より株式会社CBCラジオ（旧テクノビジョン）へ移管された。

## 沿革
- 1955年（昭和30年）6月1日 - 「株式会社シービーシーテレビ映画社」として設立[1]。
- 2003年（平成15年）7月 - 株式会社CBCヴィジョンの制作事業部に関する事業を継承。「株式会社CBCクリエイション」に商号を変更[1]。
- 2022年（令和4年）4月1日 - 当社が持っている「放送技術及び美術に関連する事業」とCBCラジオが持っている「放送技術関連事業であるテレビマスター、テレビスタンバイ、テレビ・ラジオ送信、制作技術及びシステムに関連する事業」を「CBC共同技術美術設立準備株式会社」という新設する準備会社に継承し、新たに『CBC Dテック』として事業を開始した[3][4]。

## テレビ番組

### 制作協力番組
- ドラマ30
- えなりかずき!そらナビ
- そこが知りたい 特捜!板東リサーチ
- キユーピー3分クッキング
- サンデードラゴンズ
- イッポウ

ほか多数

### 技術協力番組
- 板東英二の南山マスターズ（CBC）
- 素敵な宇宙船地球号｢白川｣郷合掌造り･その叡智を見つめ､守る」（テレビ朝日）
- 警察密着物（フジテレビ、TBS、テレビ朝日）

## 関連会社
- 中部日本放送株式会社
- 株式会社CBCビップス
- 株式会社CBCコミュニケーションズ
- 株式会社CBCテレビ
- 株式会社CBCラジオ
- 株式会社千代田会館
- 株式会社ケイマックス
- 株式会社南山カントリークラブ